# La Soledad, Atotonilco el Alto
La Soledad är en ort i Mexiko.   Den ligger i kommunen Atotonilco el Alto och delstaten Jalisco, i den centrala delen av landet, 400 km väster om huvudstaden Mexico City. La Soledad ligger 1 935 meter över havet och antalet invånare är 153.
Terrängen runt La Soledad är varierad. Runt La Soledad är det ganska tätbefolkat, med 108 invånare per kvadratkilometer. Närmaste större samhälle är Atotonilco el Alto, 10,5 km söder om La Soledad. I omgivningarna runt La Soledad växer huvudsakligen savannskog.